# Cycle de Fondation
Pour les articles homonymes, voir Fondation.
Ne doit pas être confondu avec Foundation (série télévisée) ou Fondation (Asimov).
Le Cycle de Fondation est une œuvre de science-fiction écrite par Isaac Asimov qui « consistait à rédiger un roman historique du futur ». Dans cette optique, la série ne met en scène que des humains et, plus rarement, des robots, mais aucune espèce extraterrestre.
Cette série a reçu en 1966 le prix Hugo spécial de la meilleure série de science-fiction/fantasy de tous les temps.
Chronologie globale de l'univers fictif d'Isaac Asimov (dates apr. J.-C.)
Chronologie du Cycle de Fondation (dates de l'Ère Galactique)

## Composition
Les sept nouvelles originelles paraissent entre 1942 et 1950 dans Astounding Science Fiction. Au début des années 1950, l'éditeur Gnome Press rassemble ces nouvelles et publie la trilogie fondamentale :
- Fondation (Foundation, 1951) ;
- Fondation et Empire (Foundation and Empire, 1952) ;
- Seconde Fondation (Second Foundation, 1953).

Après une trentaine d'années, plusieurs romans s'y ajouteront, étoffant le cycle d'origine en aval et en amont de la période chronologique traitée  dans ce dernier:
- Fondation foudroyée (Foundation's Edge, 1982) ;
- Terre et Fondation (Foundation and Earth, 1986) ;

et un début :
- Prélude à Fondation (Prelude to Foundation, 1988) ;
- L'Aube de Fondation (Forward the Foundation, 1993).

L'ordre d'écriture du Cycle de Fondation n'est donc pas le même que son ordre chronologique que voici :
1. Prélude à Fondation
2. L'Aube de Fondation
3. Fondation
4. Fondation et Empire
5. Seconde Fondation
6. Fondation foudroyée
7. Terre et Fondation

Toutefois, les deux premiers romans décrivent la genèse de la Fondation et peuvent être considérés à part des cinq suivants qui sont l'histoire de la Fondation à proprement parler.
D'après Asimov, son œuvre aurait influencé George Lucas pour son univers Star Wars.

## Présentation
Le Cycle de Fondation se déroule environ 22 000 ans dans le futur de l'Humanité, qui s'est répandue dans toute la Galaxie, occupant 25 millions de planètes avec un trillion(un milliard de milliards en échelle longue) d'êtres humains. Tous ces mondes sont organisés en un Empire Galactique, celui-ci a pour capitale Trantor, la planète habitable la plus proche du noyau galactique.
En l'an 12 065 de l’Ère Galactique (démarrée à la création de l'Empire), Hari Seldon, mathématicien âgé, fait beaucoup parler de lui. Se fondant sur la psychohistoire, science mathématique qu'il a inventée et qui permet de prévoir l'évolution des sociétés humaines (voir plus bas), il estime que la chute de l'Empire est proche et inéluctable.
Trente mille ans de barbarie s'ensuivront.
Pour pallier cela, Seldon a secrètement mis au point le plan Seldon, dont le but est la constitution, au bout de mille ans seulement, d'un Second Empire Galactique, plus vaste et plus solide que le premier. C'est pour le mener à bien qu'il crée deux Fondations, aux missions opposées mais d'égale importance.
La Première, publique et ignorant tout du Plan, part s'installer aux limites de la Périphérie Galactique, sur la planète Terminus. L'autre, secrète, chargée grâce à la psychohistoire d'assurer la réalisation complète du Plan, est situé à Star's End « là où finissent les étoiles. ».
La série suit principalement l'évolution historique, sociale, économique et politique de la Première Fondation, qui se développe comme une entité politique normale, à la seule différence près que ses habitants font preuve de confiance en l'avenir : puisque Seldon a prédit qu'on s'en sortirait, quoi que l'on fasse, on est sûr de le réussir, Seldon l'a dit ! Et c'est précisément ce que Seldon voulait. Grâce à cette confiance, les habitants de la Fondation vont essaimer dans l'Empire galactique qui se délite, entreprenant sans le savoir la réunification.
Le Cycle entier s'étend sur 500 des mille ans du plan Seldon. Aussi, il y a entre deux nouvelles ou romans un « bond dans le temps » allant de 50 ans à deux siècles, et chaque histoire présente sa galerie de personnages, avec ses enjeux bien de son temps et de son époque, ce qui procure une grande variété d'intrigues.
Une des particularités du Cycle de Fondation est que l'on voit la Fondation évoluer sans même s'en rendre compte. Les personnages d'une nouvelle sont devenus des héros historiques dans la suivante, et ce qui était une quête entraînante d'un personnage devient finalement un conte, une légende, ou un acte fondateur presque sacré.
De façon générale, on remarque une nette évolution du style entre la trilogie originelle et les ajouts ultérieurs (voir plus haut). Tout d'abord, Fondation foudroyée et Terre et Fondation sont des romans, l'un étant la suite immédiate de l'autre, formant une odyssée galactique de forme longue, plus en adéquation avec le style actuel, qui contraste avec la trilogie composée de nouvelles fixées sur des moments extrêmement précis de l'histoire (d'ailleurs la longueur des nouvelles augmente au sein de la trilogie).
Une autre différence est la disparition totale des passages de l'Encyclopedia Galactica, qui rythmaient la trilogie originelle à chaque début de chapitre et contribuaient beaucoup, de par leur style, à l'« ambiance » du récit. Asimov les réintroduit dans Prélude à Fondation et L'Aube de Fondation, en les mêlant à la vie de Seldon, qui par ailleurs est décrite comme une odyssée dans Prélude à Fondation, ressemblant aux romans, et comme une suite d'instants importants mais très espacés dans L'Aube de Fondation, ressemblant à la trilogie originelle.

## Extension duCycle de Fondation
À l'origine, le Cycle de Fondation constituait un tout, entièrement différent de celui du Cycle des robots. Ce dernier comprenait des nouvelles placées dans un futur proche par rapport à notre temps, plus les deux romans « policiers de science-fiction » représentés par Les Cavernes d'acier (1953) et Face aux feux du soleil (1956), lesquels se déroulent aux alentours de l'an 5000 apr. J.-C.. L'ensemble fut écrit dans les années 1950, postérieurement à Fondation. Fondation appartenait en revanche au même univers de science-fiction que les autres romans du Cycle de l'Empire (ou Cycle de Trantor) qui racontent la genèse de l'Empire Galactique (Les Courants de l'espace (1952), Poussière d'étoiles (1951), Cailloux dans le ciel (1950)). Ce n'est que très tardivement, à l'époque où la science-fiction commençait à toucher vraiment le grand public, c'est-à-dire au début des années 1980 (Asimov avait alors plus de 60 ans), que commença à s'insinuer en lui l'idée de relier les deux cycles. Les deux romans Les Robots de l'aube et Les Robots et l'Empire forment une transition voulue. Le premier reprend une histoire d'enquête policière avec les personnages d'Elijah Baley, le « flic » humain et R. Daneel Olivaw, son collaborateur (et ami) robot « humaniforme », mais introduit des idées qui visent à poser un début de cohérence possible entre les deux cycles, par exemple quand il est dit que Fastolfe, le créateur de Daneel, cherche en réalité à construire une théorie et une pratique de l'histoire humaine, la « psycho-histoire » (le mot est écrit en toutes lettres), le but réel (voire unique) de la création des robots humanoïdes étant d'étudier le fonctionnement du cerveau humain afin de déterminer les règles et les paramètres qui le régissent. Mais Fastolfe admet que cette science n'est pas « de son temps » et ne sera encore très longtemps que tout à fait embryonnaire. De fait, il faudra 20 000 ans pour la mettre au point (la naissance d'Hari Seldon se situerait environ vers 25000 ou 26000 de l'ère chrétienne - 12000 de l'ère de Trantor - et la vie d'Elijah Baley vers 5000 ou 5500 de notre ère). Le second se déroule plusieurs siècles après la mort de Baley et décrit un monde dans lequel la Terre s'est remise à coloniser la galaxie. Il introduit la « Loi zéro » de la robotique qui prime sur la première loi en plaçant comme priorité absolue le bien de l'Humanité. La mise en cohérence est explicitement affirmée. À plusieurs reprises, le robot « télépathe », Giskard Reventlov, rêve à l'établissement d'une « psycho-histoire » permettant de prévoir le futur de l'humanité tout en avouant que ce but est formidablement lointain. Daneel, survivant à Giskard, « mort » à la fin du roman, sera chargé de veiller à son émergence… dans un futur inimaginable.
À partir de là, les derniers romans du maître (Fondation foudroyée, Terre et Fondation, Prélude à Fondation, L'Aube de Fondation) mettront le tout en cohérence. La « psychohistoire » d'Hari Seldon, base originelle de la Fondation, n'est en réalité qu'un seul des éléments ayant permis une évolution rationnelle et favorable de l'humanité, cette évolution étant en fait contrôlée depuis au moins 20 000 ans par des robots humanoïdes (et/ou télépathes) très peu nombreux, au premier rang desquels R. Daneel Olivaw, le héros des Cavernes d'acier. Daneel apparaît finalement dans l'œuvre d'Isaac Asimov comme une sorte de transposition laïque et matérialiste de la Providence, un « Dieu » tutélaire et bienveillant, guidant efficacement, sans leur ôter leur liberté, non pas ses créatures, mais, magnifique paradoxe, ses créateurs.
Il est précisé à plusieurs reprises que dans la société galactique, vers 25 000 ans A.D., il n'y a plus de robots parce qu'ils ont été volontairement éliminés pour des raisons éthiques, économiques et surtout sociologiques. Cela est indiqué clairement dans Les Robots et l'Empire. À cette époque les robots sont associés aux Spatiens, habitants des tout premiers mondes colonisés, qui méprisent la Terre, et ils sont facteurs de décadence des civilisations. Les robots sont donc condamnés par les Terriens et les nouveaux mondes qu'ils coloniseront seront bâtis sans robots.
Les deux cycles ayant été conçus au départ indépendamment l'un de l'autre et sur une longue période, la cohérence est loin d'être complète. Dans Cailloux dans le ciel (chap.16), il est dit que la Terre est devenue radioactive vraisemblablement à cause d'une guerre nucléaire, idée qu'Asimov jugera ensuite scientifiquement improbable, et une autre explication sera donnée dans Les Robots et l'Empire.
Un autre exemple, plus flagrant, est celui-ci : les hommes de l'Empire galactique et de la Fondation sont « vieux » à soixante-dix ans (cela est clairement indiqué dans L'Aube de Fondation, pour Seldon et pour d'autres) alors que l'on se situe 22 000 ans dans le futur. Donc, voilà une société, celle de l'Empire galactique, qui dispose de techniques permettant de traverser la Galaxie comme on prend le métro mais qui n'a rigoureusement fait aucun progrès en médecine et en biologie depuis au moins 20 000 ans, au contraire (dans  Les Robots de l'Aube , Baley indique que, de son temps, certains Terriens peuvent vivre jusqu'à cent ans). C'est invraisemblable. L'explication est simple : quand il commence à rédiger Fondation dans les années 1940, Asimov n'imagine pas un progrès si rapide de la médecine et de l'espérance de vie et il donne à ses héros les caractères, y compris biologiques, des hommes de 1942. Dans le Cycle des robots, écrit plus tard, il peint une société très différente et l'allongement de la vie humaine à environ 300 ans, voire 400, chez les Spatiens, est bien plus logique. Mais il était impossible de maintenir ce paramètre si l'on voulait combiner les deux cycles. On meurt donc à 70 ou 80 ans en l'an 20 000 comme en 1950. Cette aporie reçoit une explication dans Les Robots et l'Empire, roman majeur mais tardif : elle est un caractère de l'évolution humaine voulu en toute connaissance de cause par les  hommes de la Seconde colonisation (post-spatienne) pour permettre un renouvellement rapide des générations, donc un maintien de la variabilité des sociétés, du goût de risquer et d'entreprendre, de l'évolution et du progrès. On peut également penser que Daneel Olivaw a veillé à ce qu'il en soit toujours ainsi. D'ailleurs, les auteurs du Second cycle de Fondation ont théorisé ce paramètre, en posant le principe que toutes les sociétés qui ont tenté d'augmenter la durée moyenne de la vie humaine en 20 000 ans se sont effondrées. Affirmation qui peut laisser perplexe mais qui met en cohérence les éléments fictifs de la saga.
Après la mort d'Asimov, certains de ses disciples ont écrit cinq autres livres sur la Fondation. Selon l'ordre chronologique du cycle, ils se situent entre L'Aube de Fondation et Fondation :
- Fondation en péril, Gregory Benford (Foundation's Fear, 1997) ; l'action se situe dans les quelques semaines préalables à la difficile nomination de Seldon comme Premier ministre de l'empereur Cléon Ier.
- Fondation et Chaos, Greg Bear (Foundation and Chaos, 1998) ;
- Le Triomphe de Fondation, David Brin (Foundation's Triumph, 1999). Ces deux derniers ouvrages couvrent la période cruciale du procès de Seldon, voulu par lui-même, et de son issue nécessaire : exil de la Fondation sur Terminus, maintien de l'embryon de Seconde Fondation sur Trantor.

Ces trois livres ont été publiés sous le titre de : Le Second Cycle de Fondation, aux éditions Pocket, 2010 (collection Science-fiction) ; la volonté de mettre un maximum de cohérence dans le cycle était sans doute louable, mais elle se fait de manière un peu pesante, au détriment de la magie du conte originel d'Asimov. Il faut ajouter encore :
- Psychohistoire en péril, Donald Kingsbury (Psychohistorical Crisis, 2001).
- L'Originiste, Orson Scott Card (The Originist, 1989). Il s'agit de la dernière nouvelle du recueil Portulans de l'imaginaire : Avatars (Maps in a Mirror : Flux), du même auteur.

En 1989, un recueil de nouvelles est paru sous le titre Foundation's Friends. Il regroupe des nouvelles écrites par dix-huit auteurs de science-fiction dans le style et/ou dans un lieu et/ou une époque déjà décrit(e) par Isaac Asimov. Parmi ces auteurs : Orson Scott Card cité plus haut, Hal Clement, Harry Harrison, Frederik Pohl, Pamela Sargent, Robert Sheckley, Robert Silverberg et Connie Willis. La traduction française est parue sous le titre Les Fils de Fondation aux éditions Pocket (collection SF/Fantasy) et sous le titre Les Enfants de la Fondation chez France Loisirs.

## Fondation et Asimov

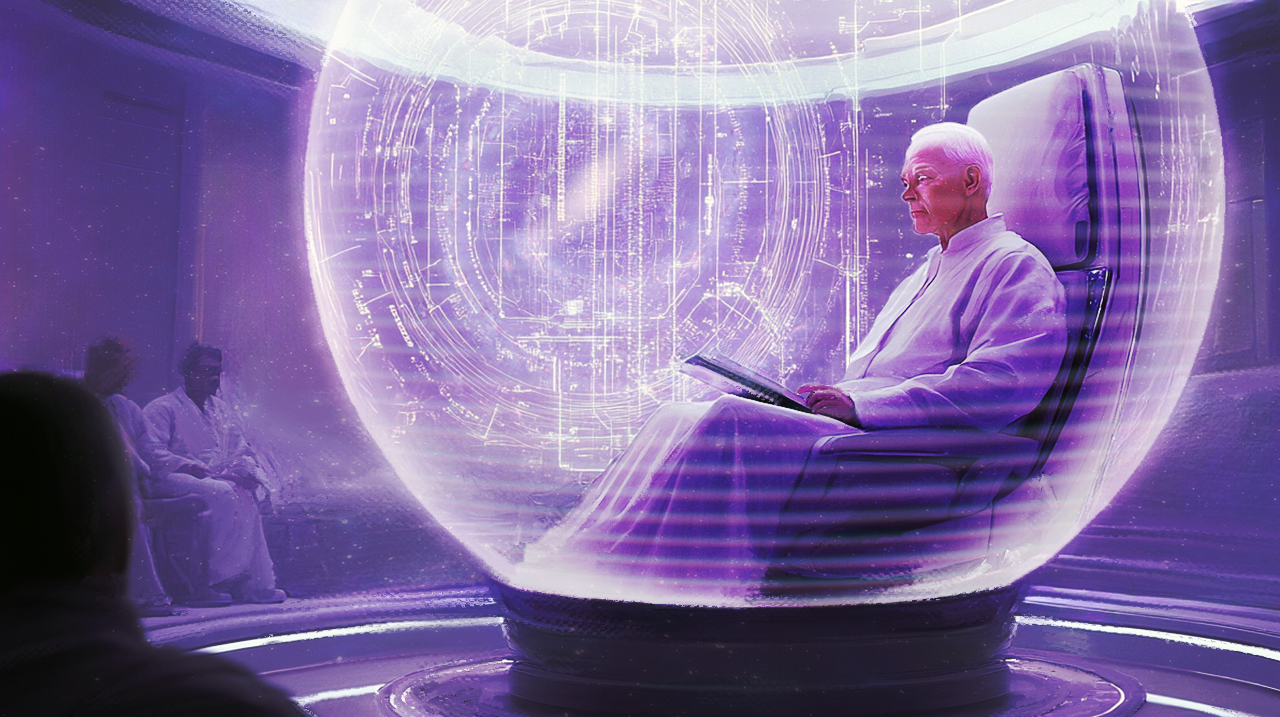
Hari Seldon, un personnage de la série de romans Fondation d’Isaac Asimov.

Le Cycle de Fondation a, de près ou de loin, occupé son auteur quarante années durant. Ce qui est frappant à lire dans La Petite Histoire de la Fondation qu'Asimov rédigea en 1986 à la clôture du tome final de son cycle le plus célèbre, c'est de constater combien, finalement, le succès de celui-ci fut le fait, non pas tant de son auteur, mais des sollicitations constantes de ses éditeurs et de ses fans.
À l'origine, en 1941, Isaac Asimov envisage la rédaction d'une nouvelle décrivant la chute de l'Empire galactique. Mais John W. Campbell, rédacteur en chef du magazine Astounding Science Fiction, s'enthousiasme pour le projet et le pousse à produire un récit minutieux et détaillé qui décrive intégralement le processus millénaire d'effondrement impérial et les préparatifs psychohistoriques qui permettront sa renaissance. C'est d'ailleurs avec John Campbell que sont « dégrossies […] les grandes lignes » de la psychohistoire. C'est ainsi qu'entre mai 1942 et janvier 1950 paraissent dans Astounding Science Fiction les huit nouvelles originelles, qui, le temps passant, gagnent en longueur mais connaissent toutes un succès immédiat.
Au tournant des années 1950, Isaac Asimov est las de Fondation et veut se consacrer à d'autres projets. Divers éditeurs ont entre-temps commencé à rassembler et publier ses nouvelles en volumes reliés. Parmi eux, Gnome Press, « petite maison d'édition semi-professionnelle » édite la fameuse trilogie.
Selon l'auteur, l'initiative ne lui fut d'aucun profit financier (pas de droits d'auteur perçus), ni professionnel (aucun écho dans la presse) car, de par sa petite stature, Gnome Press n'a pas les moyens d'assurer une promotion efficace. Il faut attendre une longue décennie et la fougue de Thimothy Seldes, directeur littéraire chez Doubleday, pour qu'en 1961 les droits soient rachetés à Gnome Press, face à un auteur blasé : « Ça ne m'intéresse pas, Tim. Je n'ai jamais rien touché sur ces bouquins ». Rassemblant les trois tomes en un seul volume notamment distribué par le Club du livre de Science-Fiction, Seldes se fait ainsi le véritable promoteur de la trilogie, qui connaît dès lors un succès croissant et se revalorise (dans tous les sens du terme) aux yeux de son auteur.
C'est à la suite de ce nouveau succès fulgurant que Doubleday demanda plus tard à Asimov, alors âgé, d'écrire la suite de Fondation, et c'est ainsi que sont nés les deux derniers romans de la série.

## Postérité
Bien qu'Isaac Asimov ait été un critique féroce de la religion et de la pensée New Age, la secte japonaise Aum Shinrikyo a été fortement influencée par sa série.

### Récompenses
En 1966, le Comité d'Organisation de la World Science Fiction Convention décida d'attribuer un prix Hugo exceptionnel récompensant la meilleure série de science-fiction/fantasy de tous les temps. Il paraissait à l'époque évident pour un grand nombre de critiques et pour Asimov lui-même que ce prix avait été créé spécialement pour être décerné au Seigneur des anneaux de J. R. R. Tolkien, mais, à l'immense surprise de l'auteur, c'est la trilogie originelle de Fondation qui fut choisie. Ce titre n'a pas été re-décerné depuis.

### Adaptation cinématographique et télévisuelle
Le 30 juillet 2008, la Warner a acheté les droits de Fondation. Les fondateurs de New Line Cinema devaient être les producteurs du film et Roland Emmerich devait se charger de la réalisation. En cas de succès une adaptation simultanée de Prélude à Fondation et de L'Aube de Fondation aurait été lancée. Le projet ne s'est pas matérialisé.
Selon The Wrap, une série fondée sur Fondation et produite par HBO et Warner Bros TV aurait pu être adaptée en 2018 par Jonathan Nolan,.
C'est finalement Apple qui obtient les droits de Fondation pour une série dont David S. Goyer (The Dark Knight, Batman V Superman) et Josh Friedman (le créateur des Chroniques de Sarah Connor) sont les showrunners. Annoncé lors de la conférence annuelle WWDC d'Apple par Tim Cook le 22 juin 2020, la série est disponible à partir du 24 septembre 2021 sur Apple TV+. Elle s'éloigne beaucoup de l'intrigue des romans d'Isaac Asimov,.